# Флаг Новоалександровского городского округа
Флаг Новоалександровского городского округа Ставропольского края Российской Федерации — опознавательно-правовой знак, составленный и употребляемый в соответствии с вексиллологическими правилами, служащий одним из официальных символов муниципального образования.
Флаг первоначально был утверждён 21 сентября 2007 года решением Совета Новоалександровского муниципального района Ставропольского края № 28/15 как флаг Новоалександровского муниципального района и внесён в Государственный геральдический регистр Российской Федерации с присвоением регистрационного номера 3898.
Законом Ставропольского края от 14 апреля 2017 года № 34-кз, 1 мая 2017 года все муниципальные образования Новоалександровского муниципального района были преобразованы в Новоалександровский городской округ.
Решением Совета депутатов Новоалександровского городского округа от 24 июля 2018 года № 16/247 флаг Новоалександровского муниципального района был утверждён официальным символом Новоалександровского городского округа.

## Описание и обоснование символики
Описание флага гласит:

Флаг округа представляет собой горизонтальное дважды рассечённое красно-жёлто-красное полотнище с соотношением сторон 2:3, несущее в себе фигуры герба: обращённую к древку остриём вверх казачью шашку в столб в синих ножнах с белыми обоймами и красной рукоятью, два жёлтых снопа пшеницы о шести головок колоса в каждом.— Решение Совета депутатов Новоалександровского городского округа Ставропольского края от 24 июля 2018 года № 16/247
Флаг составлен на основании герба Новоалександровского городского округа и воспроизводит фигуры гербовой композиции, отражающие исторические особенности округа.
Центром Новоалександровского городского округа является город Новоалександровск (бывшее селение Александровское, позднее переименованное в станицу Новоалександровскую), красный цвет полотнища — цвет легендарного античного полководца Александра Македонского.
Жёлтый цвет и два снопа пшеницы того же цвета призваны символизировать то, что Новоалександровский городской округ в аграрном Ставропольском крае — лидер по урожайности зерна, а до вхождения в 1944 году в состав Ставропольского края Новоалександровский район был частью Краснодарского края — «житницы России». Снопы числом головок 6+6 символизируют 12 территориальных отделов администрации округа, территории которых до преобразования в Новоалександровский городской округ, являлись самостоятельными муниципальными образованиями в рамках Новоалександровского муниципального района Ставропольского края. Это число также ассоциируется с двенадцатью учениками Христа, вера в которого служит фундаментом казачьей духовности.
Казачья шашка, вложенная в ножны, символизирует легендарное казачье прошлое и служит олицетворением возрождённого казачества. Она напоминает о старинной казачьей поговорке: «Без нужды не вынимай, без славы не вкладывай». Вложенная в ножны шашка говорит о славных подвигах казаков, стоявших на Кубанской линии. Красный цвет рукояти шашки — цвет Кубанского казачьего войска, в состав которого новоалександровские казаки входили в прошлом. Синий цвет ножен символизирует Терское казачье войско, в состав которого они входят сегодня. Белый цвет обоймы ножен — цвет серебряного казачьего прибора.
Символика цветов флага:
- красный цвет — символ мужества, жизнеутверждающей силы и красоты, праздника;
- жёлтый цвет (золото) — символ высшей ценности, величия, великодушия, богатства, урожая;
- голубой цвет — символ возвышенных устремлений, искренности, преданности, возрождения;
- белый цвет (серебро) — символ открытости, совершенства, благородства, взаимопонимания.

## История
1 сентября 2005 года администрация Новоалександровского муниципального района организовала проведение открытого конкурса среди учащихся общеобразовательных учреждений на лучшие проекты герба и флага муниципального образования. Однако ожидаемых результатов этот конкурс не принёс.
В начале 2007 года работа по созданию районной символики была возобновлена. Активное участие в ней приняли глава местной администрации С. Ф. Сагалаев и глава района С. Г. Нешев при содействии краевой геральдической комиссии и художника С. Е. Майорова, разработавшего проекты герба и флага. Герб представлял собой геральдический щит, в червлёном поле которого был помещён «золотой столб, обременённый казачьей шашкой с червлёной рукоятью в лазоревых, отделанных червленью, ножнах, положенной рукоятью вниз и лезвием вправо, сопровождаемый по сторонам двумя золотистыми пшеничными снопами, о шести головок колоса каждый». Флаг представлял собой «прямоугольное полотнище с соотношением сторон 2:3, несущее в себе фигуры герба в такой же композиции».
21 сентября 2007 года положения о гербе и флаге муниципального образования, в соответствии с уставом района и в целях установления его официальной символики, были утверждены районным советом и затем направлены на экспертизу в Геральдический совет при Президенте Российской Федерации.
Согласно тексту принятого депутатами положения о флаге, описание последнего гласило:

Флаг Новоалександровского муниципального района представляет собой горизонтальное дважды рассечённое красно-жёлто-красное полотнище с соотношением сторон 2:3, несущее в себе фигуры герба: обращенную к древку острием вверх казачью шашку в столб в синих ножнах с белыми обоймами и красной рукоятью, два жёлтых снопа пшеницы о шести головок колоса в каждом.— Решение Совета Новоалександровского муниципального района Ставропольского края от 21 сентября 2007 года № 28/15
13 октября 2007 года, в рамках празднования 83-летия со дня образования Новоалександровского района, новые герб и флаг были официально представлены жителям района. Право впервые нести флаг получили атаман Нижне-Кубанского казачьего войска СКО ТКВ С. В. Здвижков и бывший заместитель председателя Новоалександровского райисполкома Н. Д. Селютин.
После прохождения экспертизы в Геральдическом совете при Президенте РФ флаг Новоалександровского муниципального района Ставропольского края был внесён в Государственный геральдический регистр под номером 3898.